# Megophrys brachykolos
Megophrys brachykolos es una especie de anfibios de la familia Megophryidae.

## Distribución geográfica
Se encuentra en el sudeste y este de China y el nordeste de Vietnam.

## Estado de conservación
Se encuentra amenazada de extinción por la pérdida de su hábitat natural.